# St. Vincent (Minnesota)
St. Vincent és una població dels Estats Units a l'estat de Minnesota. Segons el cens del 2000 tenia 117 habitants.

## Demografia
Segons el cens del 2000, St. Vincent tenia 117 habitants, 48 habitatges, i 28 famílies. La densitat de població era de 41,8 habitants per km².
Dels 48 habitatges en un 29,2% hi vivien nens de menys de 18 anys, en un 54,2% hi vivien parelles casades, en un 4,2% dones solteres, i en un 39,6% no eren unitats familiars. En el 35,4% dels habitatges hi vivien persones soles el 14,6% de les quals corresponia a persones de 65 anys o més que vivien soles. El nombre mitjà de persones vivint en cada habitatge era de 2,44 i el nombre mitjà de persones que vivien en cada família era de 3,17.
Per edats la població es repartia de la següent manera: un 26,5% tenia menys de 18 anys, un 5,1% entre 18 i 24, un 27,4% entre 25 i 44, un 28,2% de 45 a 60 i un 12,8% 65 anys o més.
L'edat mediana era de 38 anys. Per cada 100 dones de 18 o més anys hi havia 109,8 homes.
La renda mediana per habitatge era de 30.500 $ i la renda mediana per família de 41.667$. Els homes tenien una renda mediana de 22.292 $ mentre que les dones 16.250 $. La renda per capita de la població era de 13.322 $. Entorn del 15,4% de les famílies i el 21,5% de la població estaven per davall del llindar de pobresa.

## Poblacions properes
El següent diagrama mostra les poblacions més properes.